# Reber Dosky
Reber Dosky (1975) is een Nederlandse documentairemaker. Hij heeft voor onder andere omroep Human documentaires gemaakt, die veelal vertoond zijn op filmfestivals. Dosky is politiek geëngageerd en brengt in zijn documentaires kleine verhalen van menselijke verhoudingen in beeld en plaatst die in bredere context. Veel documentaires van Dosky spelen zich af in zijn geboorteregio Koerdistan.

## Biografie
Dosky is eind jaren 1990 vanuit Koerdistan (Dohuk, Irak) naar Nederland gekomen. Hij volgde van 2009 tot 2013 de opleiding documentaire-regie aan de Nederlandse Filmacademie.
In 2016 won hij de IDFA Award voor Radio Kobani. Voor zijn film 'Sidik en de panter' won Dosky prijs voor beste Nederlandse documentaire op IDFA 2019. In 2023 bracht hij Daughters of the Sun uit. Een film over de Yezidi vrouwen die door IS ontvoerd en verhandeld op slavenmarkten zijn geweest. De film gaat over hoe de vrouwen hun leven weer proberen op te pakken. 